# (35229) Benckert
(35229) Benckert (1995 FY20) – planetoida z grupy pasa głównego asteroid okrążająca Słońce w ciągu 3,51 lat w średniej odległości 2,31 j.a. Odkryta 24 marca 1995 roku.